# Duttaphrynus sumatranus
A Duttaphrynus sumatranus a kétéltűek (Amphibia) osztályának a békák vagy farkatlan kétéltűek (Anura vagy Salientia) rendjéhez, ezen belül a varangyfélék (Bufonidae) családjához tartozó faj.

## Előfordulása
Szumátra dzsungeleiben és mocsaraiban él. Durván 100 km⊃-nyi területen fordul elő. Az IUCN vörös listáján a kihalófélben lévő (Critically endangered) kategóriában szerepel.